# Union pour la nation congolaise
L’Union pour la nation congolaise est un parti politique kino-congolais agréé par l’arrêté ministériel n°111 du 19 juin 2010.

## Résultats électoraux

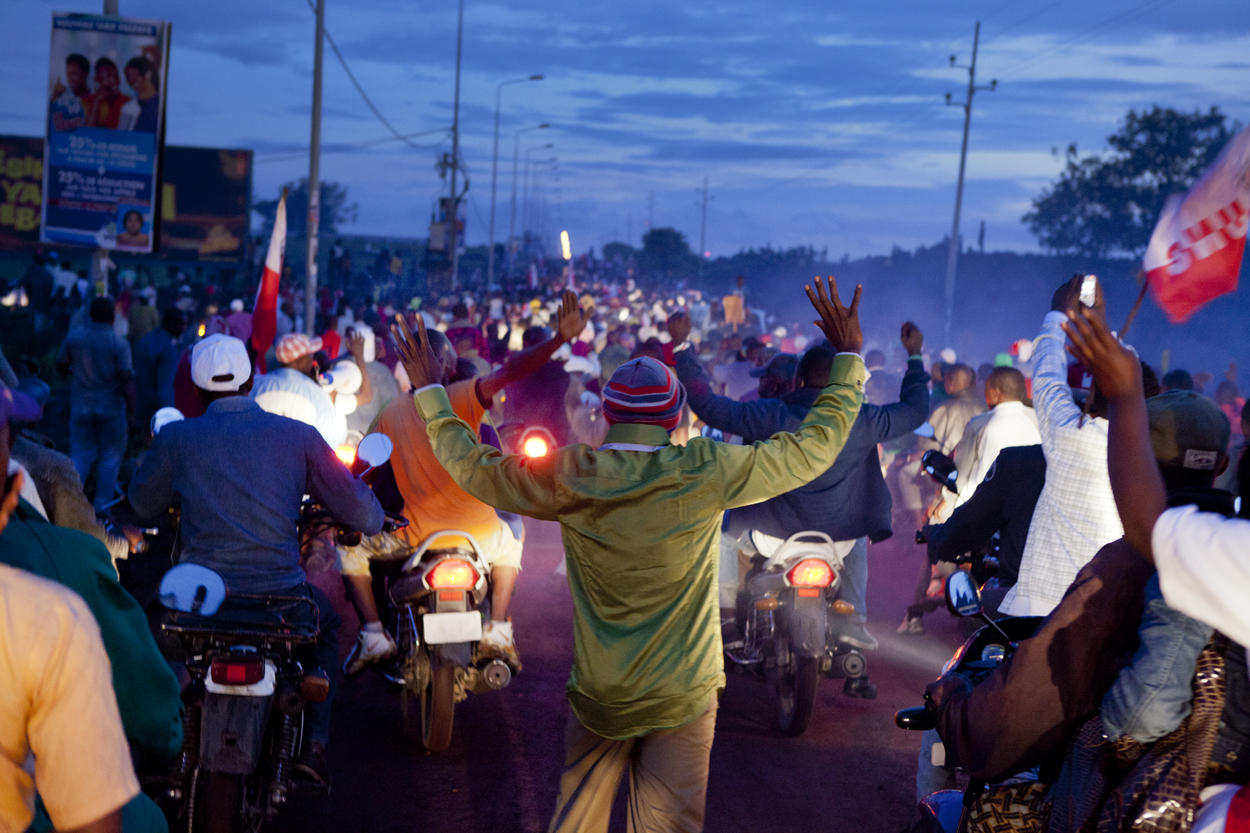
Partisans de Vital Kamerhe à Goma en 2011

Lors de l'élection présidentielle de 2011, le parti investit le candidat Vital Kamerhe qui recueille 1 403 372 voix et se positionne en troisième avec 7,74 %. 
Pour l'élection présidentielle de 2018, l’UNC soutient le candidat Félix Tshisekedi qui est élu Président de la république démocratique du Congo, dans la coalition Cap pour le changement (CACH) qui comprend notamment l'Union pour la démocratie et le progrès social.
En août 2023, Vital Kamerhe annonce que l'UNC soutient la candidature de Félix Tshisekedi lors de l'élection présidentielle prévue en 2023.

## Gouvernement Ilunga (2019)
Le gouvernement Ilunga, premier gouvernement de la présidence Félix Tshisekedi, est instauré le 6 septembre 2019 et compte 23 ministres de la coalition CACH dont plusieurs ministres UNC tels que : Jean-Baudouin Mayo Mambeke, Vice-Premier ministre, ministre du Budget; Aimé Sakombi Molendo, ministre des Affaires foncières, ou encore Eustache Muhanzi Mubembe, ministre des Ressources hydrauliques et de l'Électricité.

## Gouvernement Sama Lukonde I (2021)
Lors de l’investiture du gouvernement Sama Lukonde I en avril 2021, l’Union pour la Nation Congolaise (UNC) obtient plusieurs portefeuilles ministériels. Aimé Molendo Sakombi est reconduit au poste de ministre des Affaires foncières, Aimé Boji Sangara est nommé ministre d’État chargé du Budget, Eustache Muhanzi Mubembe devient ministre d’État chargé de l’Entrepreneuriat et des Petites et Moyennes Entreprises, et Amato Bahibazire est désigné vice-ministre de la Justice. Ce gouvernement est formé à la suite de la fin de la coalition FCC–CACH.

## Gouvernement Sama Lukonde II (2023)
Le gouvernement Sama Lukonde II est formé le 24 mars 2023 à la suite d’un remaniement ministériel initié par le président Félix Antoine Tshisekedi. Ce remaniement intervient dans un contexte marqué par la persistance de l’insécurité dans l’est du pays et à l’approche des élections générales de 2023. Parmi les nouvelles personnalités nommées figure Vital Kamerhe, désigné vice-Premier ministre chargé de l’Économie nationale. Aimé Molendo Sakombi est reconduit au poste de ministre des Affaires foncières, Aimé Boji Sangara conserve ses fonctions de ministre d’État chargé du Budget, tandis qu’Eustache Muhanzi Mubembe devient ministre d’État chargé de la Décentralisation et des Réformes institutionnelles.

## Gouvernement Suminwa I (2024)
Le gouvernement Suminwa I est investi le 12 juin 2024, à la suite de la nomination de Judith Suminwa Tuluka comme Première ministre, en remplacement de Jean-Michel Sama Lukonde. Cette équipe, composée de 54 membres, intervient dans un contexte marqué par la persistance de l’insécurité dans l’est du pays, notamment face à la rébellion du M23, et par des difficultés socio-économiques. Elle s’inscrit dans le cadre du second mandat du président Félix Antoine Tshisekedi, avec pour objectif de renforcer l’action gouvernementale et de conduire les réformes jugées prioritaires.
L’Union pour la Nation Congolaise (UNC) y obtient deux portefeuilles : Aimé Boji Sangara Bamanyirue est reconduit au poste de ministre d’État chargé du Budget, tandis qu’Aimé Molendo Sakombi est nommé ministre des Hydrocarbures.

## Gouvernement Suminwa II (2025)
Le gouvernement Suminwa II est formé le 7 août 2025, à la suite d’un remaniement du gouvernement Suminwa I, officialisé par l’ordonnance présidentielle n° 24/039. L’équipe, composée de 53 membres en plus de la Première ministre Judith Suminwa Tuluka, est dévoilée au public le 8 août 2025. Ce remaniement intervient dans un contexte marqué par la poursuite des défis sécuritaires, économiques et sociaux, et vise à renforcer l’efficacité de l’action gouvernementale en combinant expérience et renouvellement.
L’Union pour la Nation Congolaise (UNC) y obtient trois portefeuilles : Aimé Boji Sangara est nommé ministre d’État chargé de l’Industrie, Aimé Molendo Sakombi devient ministre des Ressources hydrauliques et de l’Électricité, et Angèle Bangasa est désignée ministre déléguée à l’Habitat.